# Louis Roule
Louis Roule est un zoologiste français, né le 20 décembre 1861 à Marseille et mort le 30 juillet 1942 à Versailles.

## Biographie
D’origine modeste, son père est menuisier, il fait carrière universitaire exceptionnellement rapide. Chef de travaux pratiques à l’école de médecine à vingt ans, il passe son doctorat de sciences à vingt-trois ans.
En 1885, il est maître de conférences à la faculté des sciences de Toulouse puis en 1892, il obtient une chaire de professeur. Parallèlement, il enseigne également l’histologie à Paris en 1886.
Il obtient un titre de docteur en médecine à Paris en 1902 et dirige l’année suivante une station de recherche en biologie marine qu’il a créée à l’université de Toulouse.
En 1910, il remplace au Muséum national d'histoire naturelle de Paris Léon Vaillant (1834 - 1914) à la chaire de zoologie (reptiles et poissons). Parallèlement, il dirige le laboratoire d’ichtyologie à l’École des hautes études et enseigne à l’Institut national agronomique. Il préside la Société zoologique de France en 1913.
Il se consacre d’abord à des invertébrés marins puis aux poissons.